# Boyz n the Hood (trilha sonora)
| Críticas profissionais | Críticas profissionais |
| Avaliações da crítica  | Avaliações da crítica  |
| Fonte                  | Avaliação              |
| ---------------------- | ---------------------- |
| Allmusic               | link                   |

Boyz n the Hood é a trilha sonora do filme de 1991 Boyz n the Hood. Foi lançada em 9 de Julho de 1991 através da Columbia Records e contém na maioria música hip hop. O álbum foi um sucesso, chegando ao número 12 da parada Billboard 200 e número 1 da parada Top R&B Albums e foi certificado como disco de ouro pela RIAA em 12 de Setembro daquele ano. A trilha sonora também lançou um single, "Just Ask Me To" de Tevin Campbell, que chegou ao 88 da Billboard Hot 100 e 9 da Hot R&B/Hip-Hop Singles & Tracks.

## Lista de faixas
1. "How to Survive in South Central" - Ice Cube
2. "Just Ask Me To" - Tevin Campbell and Chubb Rock
3. "Mama Don't Take No Mess" - Yo-Yo
4. "Growin' Up in the Hood" - Compton's Most Wanted
5. "Just a Friendly Game of Baseball" (Remix) - Main Source
6. "Me and You" - Tony! Toni! Toné!
7. "Work It Out" - Monie Love
8. "Every Single Weekend" - Kam
9. "Too Young" - Hi-Five
10. "Hangin' Out" - 2 Live Crew
11. "It's Your Life" - Too Short
12. "Spirit (Does Anybody Care?)" - Force One Network
13. "Setembro (Brazilian Wedding Song)" - Quincy Jones
14. "Black on Black Crime" - Stanley Clarke